# Kruševac (Obilić)
Pour les articles homonymes, voir Kruševac (homonymie).
Kryshec en albanais et Kruševac en serbe latin (en serbe cyrillique : Крушевац) est une localité du Kosovo située dans la commune/municipalité d'Obiliq/Obilić, district de Pristina (Kosovo) ou district de Kosovo (Serbie). Selon le recensement kosovar de 2011, elle compte 1 053 habitants.

## Démographie

### Évolution historique de la population dans la localité
| 1948 | 1953 | 1961  | 1971  | 1981  | 1991  | 2011  |
| ---- | ---- | ----- | ----- | ----- | ----- | ----- |
| 503  | 831  | 1 055 | 1 412 | 1 750 | 1 912 | 1 053 |

|  |

### Répartition de la population par nationalités (2011)
En 2011, les Albanais représentaient 98,86 % de la population.